# Сан-П'єтро-Валь-Леміна
Сан-П'єтро-Валь-Леміна (італ. San Pietro Val Lemina, п'єм. San Pé) — муніципалітет в Італії, у регіоні П'ємонт,  метрополійне місто Турин.
Сан-П'єтро-Валь-Леміна розташований на відстані близько 540 км на північний захід від Рима, 35 км на південний захід від Турина.
Населення — 1459 осіб (2014).

## Демографія
Населення за роками:

Станом на 1 січня 2023 року в муніципалітеті офіційно проживало 75 іноземців з 21 країни, серед них 50 громадян країн Євросоюзу та 1 громадянин України.

## Сусідні муніципалітети
- Пінаска
- Пінероло
- Порте
- Віллар-Пероза